# San Miguel Arcángel, Oaxaca
San Miguel Arcángel är en ort i Mexiko.   Den ligger i kommunen Santa Cruz Xoxocotlán och delstaten Oaxaca, i den sydöstra delen av landet, 400 km sydost om huvudstaden Mexico City. San Miguel Arcángel ligger 1 617 meter över havet och antalet invånare är 294.
Terrängen runt San Miguel Arcángel är kuperad österut, men västerut är den platt. Runt San Miguel Arcángel är det tätbefolkat, med 570 invånare per kvadratkilometer. Närmaste större samhälle är Oaxaca de Juárez, 6,2 km nordost om San Miguel Arcángel. I omgivningarna runt San Miguel Arcángel växer huvudsakligen savannskog.